# Стела Димитрова-Майсторова
Стела Петрова Димитрова–Майсторова е българска пианистка, професор в Националната музикална академия.

## Биография
Защитава магистърска степен в ДМА П. Владигеров, след което специализира в Унгария и Белгия. Присъства активно в музикалния живот на България, изнася концерти в Германия, Унгария, Полша, Русия, Чехия, Белгия, Египет, участва във фестивали в Словакия, Германия, Австрия. Свири в различни камерни формации заедно с именити инструменталисти и певци.
Репертоарът ѝ включва всички стилове и епохи. Има над 160 премиери с произведения на водещи композитори на ХХ век, като Шьонберг, Барток, Стравински, Прокофиев, Хиндемит, Бритън, Шчедрин, Шнитке, както и българските творци Константин Илиев, Лазар Николов, Симеон Пиронков, Иван Спасов, Васил Казанджиев, Ю. Ценова, Георги Арнаудов. Носителка е на Кристална лира за 2006 и Кристално отличие за 2007.
Стела Димитрова–Майсторова е професор и ръководител на клавирната катедра в ДМА П. Владигеров. Нейни студенти са носители на над 90 награди на международни конкурси в Европа, Азия и Америка. Тя е основател и артистичен директор на международния фестивал за съвременна клавирна музика ppIANISSIMO. Член е на международни журита в България, Гърция, Италия, където води и майсторски класове. Нейните записи са в Златния фонд на БНР, както и в много европейски радиостанции и телевизии.